# 2008-as U17-es női labdarúgó-Európa-bajnokság
A 2008-as U17-es női labdarúgó-Európa-bajnokság az első kiírása volt a torának, melyet 2008. május 20. és május 23. között rendeztek meg a svájci Nyonban. A tornán az 1991. január 1. után született női labdarúgók vehettek részt. Az esemény egyben a 2008-as U17-es női labdarúgó-világbajnokság selejtezője is volt.
A győztes Németország lett, miután a döntőben 3–0-ra legyőzte Franciaországot. A gólkirályi címet a magyar származású Marozsán Dzsenifer szerezte meg.

## Résztvevők
- Anglia
- Dánia
- Franciaország
- Németország

## Helyszínek
| Város | Helyszín                        | Befogadóképesség |
| ----- | ------------------------------- | ---------------- |
| Nyon  | Centre sportif de Colovray Nyon | 7200             |

## Játékvezetők
| Európa - Rhona Daly - Laurence Zeien |

## Eredmények
Minden időpont helyi idő szerinti. (CEST)
|  |                  |               |             |                  |   |               |               |       |
|  | Elődöntők        | Elődöntők     | Elődöntők   |                  |   | Döntő         | Döntő         | Döntő |
|  | Elődöntők        | Elődöntők     | Elődöntők   |                  |   | Döntő         | Döntő         | Döntő |
|  | május 20. – Nyon |               |             |                  |   |               |               |       |
|  |                  |               |             |                  |   |               |               |       |
|  | Anglia           | Anglia        | 1           |                  |   |               |               |       |
|  | Anglia           | Anglia        | 1           | május 23. – Nyon |   |               |               |       |
|  | Franciaország    | Franciaország | 3           |                  |   |               |               |       |
|  | Franciaország    | Franciaország | 3           |                  |   | Franciaország | Franciaország | 0     |
|  | május 20. – Nyon |               |             |                  |   | Franciaország | Franciaország | 0     |
|  |                  |               | Németország | Németország      | 3 |               |               |       |
|  | Németország      | Németország   | Németország | Németország      | 3 | 1             |               |       |
|  | Németország      | Németország   |             |                  |   |               |               |       |
|  | Dánia            | Dánia         | 0           |                  |   |               |               |       |
|  | Dánia            | Dánia         | 0           | Bronzmérkőzés    |   |               |               |       |
|  |                  |               |             |                  |   |               |               |       |
|  | május 23. – Nyon |               |             |                  |   |               |               |       |
|  |                  |               |             |                  |   |               |               |       |
|  | Anglia           | Anglia        | 1           |                  |   |               |               |       |
|  | Anglia           | Anglia        | 1           |                  |   |               |               |       |
|  | Dánia            | Dánia         | 4           |                  |   |               |               |       |
|  | Dánia            | Dánia         | 4           |                  |   |               |               |       |

### Elődöntők
| 2008. május 20. 15:00 (CEST) | Németország  | 1 – 0                 | Dánia | Centre sportif de Colovray Nyon, Nyon Játékvezető: Daly (ír) |
| 2008. május 20. 15:00 (CEST) | Marozsán 44' | (0 – 0) (Jegyzőkönyv) |       | Centre sportif de Colovray Nyon, Nyon Játékvezető: Daly (ír) |

| 2008. május 20. 18:00 (CEST) | Anglia    | 1 – 3 (h.u.)                 | Franciaország                                           | Centre sportif de Colovray Nyon, Nyon Játékvezető: Zeien (luxemburgi) |
| 2008. május 20. 18:00 (CEST) | Marsh 46' | (0 – 0, 1 – 1) (Jegyzőkönyv) | Crammer 49' (11-esből) Augis 94' Makanza 99' (11-esből) | Centre sportif de Colovray Nyon, Nyon Játékvezető: Zeien (luxemburgi) |

### 3. helyért
| 2008. május 23. 17:00 (CEST) | Anglia  | 1 – 4                 | Dánia                                                          | Centre sportif de Colovray Nyon, Nyon Játékvezető: Zeien (luxemburgi) |
| 2008. május 23. 17:00 (CEST) | Jane 2' | (1 – 1) (Jegyzőkönyv) | Boye Sørensen 28' Hohol 66' Thirup Rudmose 75' Andreasen 80+3' | Centre sportif de Colovray Nyon, Nyon Játékvezető: Zeien (luxemburgi) |

### Döntő
| 2008. május 23. 13:00 (CEST) | Franciaország | 0 – 3                 | Németország                       | Centre sportif de Colovray Nyon, Nyon Játékvezető: Daly (ír) |
| 2008. május 23. 13:00 (CEST) | La Villa 78′  | (0 – 1) (Jegyzőkönyv) | Marozsán 33' Popp 49' Rudelic 72' | Centre sportif de Colovray Nyon, Nyon Játékvezető: Daly (ír) |

| 2008-as U17-es női labdarúgó-Európa-bajnokság bajnoka: |
| ------------------------------------------------------ |
| NÉMETORSZÁG 1. cím                                     |

## Gólszerzők
2 gólos
- Marozsán Dzsenifer

1 gólos
- Rebecca Jane
- Stephanie Marsh
- Linette Andreasen
- Simone Boye Sørensen
- Amanda Marie Hohol
- Anne Thirup Rudmose
- Marine Augis
- Pauline Crammer
- Marina Makanza
- Alexandra Popp
- Ivana Rudelic

## Külső hivatkozások
- A 2008-as U17-es női labdarúgó-Európa-bajnokság hivatalos honlapja (angolul)
- Eredmények az rsssf.com-on (angolul)